# Kurt Herrlinger
Kurt Herrlinger (* 25. Juni 1918 in Oberbexbach; † 4. Januar 2003 in Bad Honnef) war ein deutscher Pianist und Komponist im Bereich der Unterhaltungsmusik und Gebrauchsmusik.

## Leben
Kurt Herrlinger setzte seine Klavierkenntnisse früh im elterlichen Restaurant ein. Die Tischmusik des Knaben entzückte die Gäste, was ihn ermunterte, sich immer weiter zu verbessern. Dies mündete in ein Klavier- und Kompositionsstudium an der Kölner Musikhochschule. Nach dem Krieg wandte er sich der Leichten Muse zu. Zunächst wirkte er zwei Jahre als Kapellmeister in Königswinter und Bad Godesberg, dann zog es ihn wieder zu seinem Instrument und er nahm ein Engagement im Tanz- und Unterhaltungsorchester Adalbert Luczkowski an. Schließlich stieß er 1949 zum NWDR Köln, dem Vorläufer des WDR, wo er sich mehr entfalten konnte und quasi zum Hauskomponisten avancierte.
Seine Arbeiten umfassten Hörspiel- und Fernsehspielmusiken, Chansons, Klavierbegleitungen zum Radio-Kabarett und Karnevalslieder. Des Weiteren Märsche, Tanzmelodien und Serenaden, Chorstücke, Musik für Soloinstrumente mit Orchester wie ohne, wobei der Hauptakzent auf Klavier, Trompete und Akkordeon lag. Die Bearbeitungen mitgerechnet, kommt man auf rund 850 Werke, darunter 18 abendfüllende. Für den WDR wurden die aufwändigeren Werke eingespielt mit dem Kölner Rundfunkorchester, dem Kölner Tanz- und Unterhaltungsorchester, der Volksmusikvereinigung des WDR, dem Orchester Hermann Hagestedt sowie anderen Orchestern und selbstverständlich auch mit dem „Kleinen Unterhaltungsorchester Kurt Herrlinger“. Er schuf unter anderem die Titellieder zu den Hörspielreihen Wickie und die starken Männer (nicht die gleichnamige Zeichentrickserie), der Pumuckl-Adaption Immer dieser Fizzibitz sowie zu Robbi, Tobbi und das Fliewatüüt (ebenfalls nicht identisch mit den Fernsehfolgen). Außerdem die Erkennungsmelodien zu den TV-Krimis Treibjagd und Inspektor Hornleigh greift ein… und der Quizreihe Gewußt wo. Gezeichnet hat er seine Kompositionen, die auch anderen Künstlern wie Dora Dorette oder Willy Schneider zugedacht waren, zum Großteil mit seinem richtigen Namen, bisweilen aber mit den Pseudonymen „Harry Berger“, „James Crolling“, „Fred Werra“ und „Werra-de Garo“. Sein letztes Werk ist ein Planeten-Chansonzyklus, den er noch selbst einspielen konnte, aber dessen Veröffentlichung er nicht mehr erlebte. Der zweimal verheiratete, aber kinderlos gebliebene Saarländer mit dem unverkennbaren Heimat-Dialekt starb am 4. Januar 2003 am Südrand Nordrhein-Westfalens.

## Tonträger (Auswahl)
- Blandine Ebinger: In den Abendwind geflüstert. Chansons von Friedrich Hollaender gesungen von Blandine Ebinger (Heiter und besinnlich. Chansons. 14). Klavier: Kurt Herrlinger. EMI Electrola, 1961 (LP).
- Menskes-Chöre: Gold und Silber. 500 Stimmen singen die grossen volkstümlichen Walzer. Johannes Menskes (Leitung), Kurt Herrlinger (Klavier). EMI Electrola, 1977 (LP).
- Dora Dorette: Die Diseuse. Kurt Herrlinger (Klavier) und Ensemble, Edmund Nick (Klavier), Olaf Bienert und Rhythmusgruppe, WDR Rundfunkorchester Köln (Leitung: Hans Geese), [o. J.] (CD).
- Das Salonorchester Cölln: Musik aus Kölner Caféhäusern. Kurt Herrlinger vertreten mit Fang's fröhlich an. Versch. Ausgaben, 1992 und später (CD).
- Kurt Herrlinger: Planetenlieder – Planetenzyklus. Piano: Kurt Herrlinger, Gesang: Roswitha Scheer. The Frankfurter Label, 2009 (CD).

## Bildträger
- Inspektor Hornleigh greift ein. Vierteilige Krimireihe, D 1961 (VÖ auf zwei DVDs: 2012).

## Ausspruch/Anekdote
„Am Piano wurde Kurt Herrlinger oft wegen seines notenfreien Spiels aus dem Gedächtnis bewundert: ‚Sie spielen herr-lich!‘ ‚Ja‘, lachte er dann, ‚ich spiele Herr-linger‘.“